# Кам'яні образки

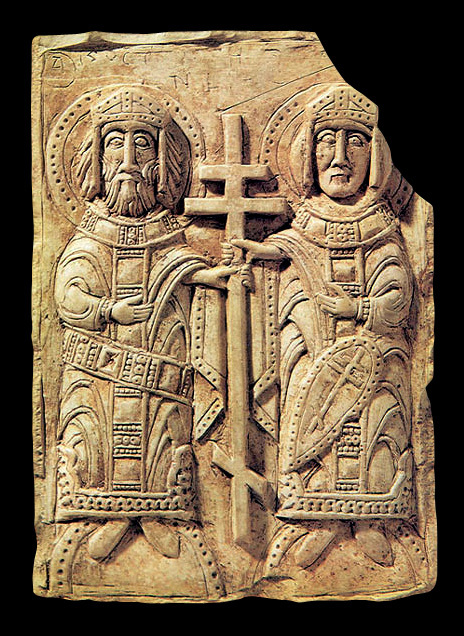
Образок з зображенням святих Костянтина і Олени, Полоцьк.

Кам'яні образки  — давньоруські образки 11-15 століттях, що були широко розповсюджені, зокрема, на території Білорусі. Робилися з вапняку, сланцю і інших порід м'якого каменю. Часто поміщали у оправи з золота і срібла, прикрашені сканню, гравіруванням з чорнінням, перлами і коштовним камінням. Їх носили на коралях, замість натільного хреста, підвішували до шатів ікон. На території Білорусі знайдено близько 10 кам'яних образків.